# Forseti
Forseti (staronordijski Forseti) je bog iz nordijske mitologije. Iz skupine je Asa jer je sin boga Baldra i supruge mu Nanne. Bog je pravde i mira.
Živi u palači Glitnir, što znači Sjajna, koja je načinjena od srebra i zlata.
Smatran je najpravednijim i najboljim sucem i kažu da bi se uvijek domislio rješenja koje bi zadovoljilo obje stranke. 
Ovako se o njemu govori u Grímnismálu, pjesmi iz Starije edde:
| (Grímnismál, 15)         | (Grímnismál, 15)              |
| ------------------------ | ----------------------------- |
| Glitnir heitr salr,      | Glitnir se zove dvorana       |
| hann er gulli studdr     | obložena zlatom               |
| ok silfri þaktr it sama; | i srebrom pokrivena krova;    |
| en þar Forseti           | tamo stalno stanuje Forseti   |
| byggvir flestan dag      | i presuđuje u parnicama svim. |
| ok svæfir allar sakar.   |                               |
|                          | (prevela Dora Maček)          |

U nekim se izvorima kao njegova dragocjenost spominje sjekira od zlata,
Ne spominje se kao sudionik u boju Ragnaroku, što stručnjaci objašnjavaju kao njegovu dosljednost jer se on uvijek zalaže za mir.